# خوسه اوروسمندی
خوسه اوروسمندی (اسپانیایی: José Urruzmendi‎؛ زادهٔ ۲۵ اوت ۱۹۴۴) بازیکن فوتبال اهل اروگوئه بود.
از باشگاه‌هایی که در آن بازی کرده‌است می‌توان به باشگاه فوتبال ایندپندینته، باشگاه ورزشی دفنسور، باشگاه ورزشی اینترناسیونال، و باشگاه فوتبال ناسیونال (اروگوئه) اشاره کرد.
وی همچنین در تیم ملی فوتبال اروگوئه بازی کرده‌است.